# Turégano (kommunhuvudort)
Turégano är en kommunhuvudort i Spanien.   Den ligger i provinsen Provincia de Segovia och regionen Kastilien och Leon, i den centrala delen av landet, 90 km norr om huvudstaden Madrid. Turégano ligger 940 meter över havet och antalet invånare är 1 151.
Terrängen runt Turégano är huvudsakligen platt, men österut är den kuperad. Runt Turégano är det mycket glesbefolkat, med 7 invånare per kvadratkilometer. Närmaste större samhälle är La Cuesta, 9,0 km söder om Turégano. Trakten runt Turégano består till största delen av jordbruksmark.